# Медоуз, Уильям
Генерал сэр Уильям Медоуз (англ. William Medows) (31 декабря 1738 — 14 ноября 1813) — генерал британской армии? сын Филипа Медоуза, заместителя смотрителя Ричмонд-парка, и леди Фрэнсис Пьерпон, дочери Эвелина Пьерпона, герцога Кингстона.
Он вступил в Британскую армию как энсин в 50-й Собственный Её Величества пехотный полк в 1756 году. В 1760 году он проследовал со своим полком на соединение с союзнической армией под командованием Фердинанда, принца Брауншвейгского, который как помощник Фридриха Великого защищал Западную Германию от Франции. Медоуз оставался в Германии до марта 1764 года. В 1769 году он получил звание подполковника 5-го пехотного полка, перевёлся в сентябре 1773 года в 12-й Принца Уэльского Королевский Уланский полк.
В 1770 году у Медоуза завязались романтические отношения с его второй кузиной, леди Луизой Стюарт, к тому времени достигшей тринадцати лет, дочерью Джона Стюарта, 3-го графа Бьюта. Медоузу шёл 31 год, и лорд Бьют счёл его неподходящим для дочери и положил конец данным отношениям. Для леди Луизы это обернулось очень сильным разочарованием, и до конца жизни она так и не вышла замуж. Позже, в том же году Медоуз женился на другой леди, Фрэнсис Аугусте Хэммертон.
В 1775 году Медоуз снова перевёлся, уже в 55-й пехотный полк, который должен был отправиться в Америку, чтобы там вести военные действия против восставших колонистов. Он отличился в битве при Брендивайне в 1776 году и снова в бою при Сент-Люсии в 1778 году.
Он вернулся в Великобританию в 1780 году и был произведён в полковники 89-го (Принцессы Виктории) пехотного полка. Затем Медоуз принял участие в экспедиции, посланной под командованием коммодора Джорджа Джонстона на мыс Доброй Надежды в 1781 году. В Порто-Прая на островах Зелёного мыса 16 апреля 1781 года произошло сражение между британцами и французской эскадрой коммодора Пьера-Андрэ де Сюффрен (также направлявшейся к мысу). Оправившись после боя и отремонтировав корабли в Порто-Прая, британцы вышли к мысу Доброй Надежды и обнаружили, что Сюффрен опередил их и высадил настолько сильное подкрепление, что атака стала бесполезной. Джонстон решил отправиться обратно в Великобританию; Медоуз же, узнав, что на юге Индии против британцев активно выступает Хайдер Али, султан Майсура, пошел на трёх судах и с крупным отрядом войск в Мадрас, куда он прибыл 13 февраля 1782 года. Он сопровождал полковника Уильяма Фуллартона в экспедиции из Мадраса против Майсура, но вскоре внезапное заключение мира положило конец кампании.
В сентябре 1788 года Медоуз получил пост главнокомандующего и губернатора Бомбея. Он оставался на этом посту вплоть до января 1790 года, когда был переведён на подобную должность в Мадрас, которую занимал до августа 1792 года. Началась война с Типу Султаном, сыном Хайдера Али и его наследником, и лорд Корнуоллис, генерал-губернатор, приказал Медоузу начать кампанию. Выступив 15 июня 1790 года из Тричинополи во главе 15-тысячного войска, Медоуз пересёк границу с Майсуром и двинулся в западном направлении. 22 июля армия прибыла в Коимбатур, который оказался покинутым врагом. Когда же Медоуз взялся за охрану района, он разместил свои войска слишком разреженно. В итоге Типу контратаковал эти небольшие отряды, и Медоуз был вынужден в конце 1790 года отвести свои войска к нескольким укреплённым пунктам.
Далее Медоуз служил под командованием лорда Корнуоллиса на протяжении кампаний 1791—1792 годов. 19 октября 1791 года ему удалось взять Нандидруг. Также Медоуз командовал правой колонной в ночной атаке на редуты Серингапатама 6 февраля 1792 года. Результаты его атаки были противоречивы; под покровом темноты Медоуз взял вражеское укрепление, но не то, которое планировали, при этом он опасно оголил британский фланг. Этим воспользовался Типу — он атаковал и практически вернул свои позиции, в процессе легко ранив Корнуоллиса. В конечном счёте Типу запросил мира, и бой завершился 25 февраля, когда были подписаны условия соглашения. На следующий день Медоуз сделал попытку самоубийства, нанеся себе три пулевых ранения. Так как причины этого поступка остались невыясненными, Корнуоллис никогда не порицал Медоуза за его действия 6 февраля.
После Серингапатамского мирного договора, заключённого 18 марта, Медоуз отказался от денег (около 5000 фунтов стерлингов), которые составили его долю, и распределил их среди войск. Он отбыл в Великобританию в августе 1792 года.
14 декабря того же года Медоуз стал кавалером ордена Бани, 12 октября 1793 года стал генерал-лейтенантом и в ноябре 1796 года был назначен командующим 7-го гвардейского драгунского полка. 1 января 1798 года он был досрочно произведён в генералы и получил пост лейтенант-губернатора острова Уайт. В 1801 году он на короткий срок стал главнокомандующим Ирландии.
Он умер в Бате в 1813 году.